# Ascoli Calcio 1898 1987-1988
Questa voce raccoglie le informazioni riguardanti l'Ascoli Calcio 1898 nelle competizioni ufficiali della stagione 1987-1988.

## Stagione
Nella stagione 1987-1988 l'Ascoli con 24 punti si piazza al dodicesimo posto in campionato e si è fermato nei quarti di finale nella Coppa Italia dopo essersi qualificato, grazie al secondo posto, ottenuto nel terzo girone di qualificazione. In questa competizione ha eliminato negli ottavi di finale il Milan di Arrigo Sacchi, che poi si laurea Campione d'Italia, per poi cedere nei quarti di finale alla Sampdoria. Per questa stagione, nei gironi di qualificazione della Coppa Italia, vi sono due novità, prima novità l'assegnazione dei 3 punti a chi vince nei 90 minuti regolamentari, seconda novità, in caso di parità al 90' il ricorso ai calci di rigore, con l'attribuzione di 2 punti a chi vince, ed 1 punto a chi perde. Nel computo delle reti segnate e subite, per stabilire la differenza reti, non sono considerati i calci di rigore.
Per la ristrutturazione dei campionati, sono previste in campionato due sole retrocessioni per questa stagione, e l'Ascoli di Ilario Castagner si salva con un solo punto in più dell'Avellino (23), che retrocede con l'Empoli (20). La squadra toscana era partita con 5 punti di penalità, che si sono dimostrati decisivi, senza penalità avrebbe raccolto 25 punti. L'ascolano di nascita e di scuola Lorenzo Scarafoni con 8 reti è stato il miglior marcatore stagionale dei bianconeri, dei quali 1 in Coppa Italia e 7 in campionato. Ha fatto bene con 7 reti anche l'attaccante brasiliano Walter Junior Casagrande prelevato dal Porto.

## Rosa
| N. |                   | Ruolo | Calciatore               |
| -- | ----------------- | ----- | ------------------------ |
|    | Italia (bandiera) | P     | Roberto Corti            |
|    | Italia (bandiera) | P     | Andrea Pazzagli          |
|    | Italia (bandiera) | D     | Paolo Agabitini          |
|    | Italia (bandiera) | D     | Antonio Aloisi           |
|    | Italia (bandiera) | D     | Paolo Benetti            |
|    | Italia (bandiera) | D     | Antonio Carannante       |
|    | Italia (bandiera) | D     | Flavio Destro (capitano) |
|    | Italia (bandiera) | D     | Osvaldo Mancini          |
|    | Italia (bandiera) | D     | Carmelo Miceli           |
|    | Italia (bandiera) | D     | Vincenzo Rodia           |
|    | Italia (bandiera) | C     | Domenico Agostini        |

| N. |                      | Ruolo | Calciatore         |
| -- | -------------------- | ----- | ------------------ |
|    | Italia (bandiera)    | C     | Giuseppe Carillo   |
|    | Italia (bandiera)    | C     | Costanzo Celestini |
|    | Italia (bandiera)    | C     | Domenico Cicconi   |
|    | Italia (bandiera)    | C     | Antonio Dell'Oglio |
|    | Italia (bandiera)    | C     | Mariano Fioravanti |
|    | Italia (bandiera)    | C     | Paolo Giovannelli  |
|    | Italia (bandiera)    | C     | Giuseppe Greco     |
|    | Argentina (bandiera) | C     | Hugo Maradona      |
|    | Brasile (bandiera)   | A     | Walter Casagrande  |
|    | Italia (bandiera)    | A     | Lorenzo Scarafoni  |

## Risultati

### Serie A

#### Girone di andata
| Arbitro: | Lo Bello (Siracusa) |

|               |           |                   |
| Scarafoni 30’ | Marcatori | 74’ (rig.) Boniek |

| Arbitro: | Lombardo (Marsala) |

|                       |           |               |
| Bagni 7’ Giordano 34’ | Marcatori | 18’ Scarafoni |

| Arbitro: | Magni (Bergamo) |

|                                                        |           |  |
| Scarafoni 17’ P. Giovannelli 48’ (rig.) Carannante 89’ | Marcatori |  |

| Arbitro: | Pairetto (Torino) |

|                      |           |  |
| Virdis 35’ Evani 82’ | Marcatori |  |

| Arbitro: | Di Cola (Avezzano) |

|                                   |           |  |
| Scarafoni 61’ W.J. Casagrande 84’ | Marcatori |  |

| Arbitro: | Amendolia (Messina) |

|                                                   |           |               |
| Invernizzi 23’ Notaristefano 27’ Corneliusson 42’ | Marcatori | 88’ Scarafoni |

| Arbitro: | Pezzella (Frattamaggiore) |

|                     |           |                |
| W.J. Casagrande 22’ | Marcatori | 80’ Di Gennaro |

| Arbitro: | Baldas (Trieste) |

|                           |           |                            |
| Passarella 16’ Serena 37’ | Marcatori | 28’ Carillo 38’ Dell'Oglio |

| Arbitro: | Fabricatore (Roma) |

|                                     |           |                          |
| W.J. Casagrande 64’ D. Agostini 73’ | Marcatori | 28’ Lucarelli 76’ Dianda |

| Arbitro: | Frigerio (Milano) |

|           |           |  |
| Magrin 2’ | Marcatori |  |

| Arbitro: | Sguizzato (Verona) |

|                        |           |  |
| Vialli 37’ Salsano 64’ | Marcatori |  |

| Arbitro: | Paparesta (Bari) |

|                                                           |           |  |
| P. Giovannelli 43’ (rig.), 64’ (rig.) W.J. Casagrande 58’ | Marcatori |  |

| Arbitro: | Pairetto (Torino) |

|                  |           |                           |
| P. Benedetti 34’ | Marcatori | 80’ (rig.) P. Giovannelli |

| Arbitro: | Amendolia (Messina) |

|                                 |           |               |
| Benetti 83’ W.J. Casagrande 88’ | Marcatori | 39’ Sliskovic |

| Arbitro: | Frigerio (Milano) |

|                          |           |  |
| Di Bartolomei 37’ (rig.) | Marcatori |  |

#### Girone di ritorno
| Arbitro: | Baldas (Trieste) |

|                                       |           |  |
| Giannini 31’, 58’ (rig.) Desideri 89’ | Marcatori |  |

| Arbitro: | Magni (Bergamo) |

|                    |           |                                             |
| W.J. Casagrande 8’ | Marcatori | 12’ (rig.) Maradona 26’ Giordano 49’ Careca |

| Arbitro: | Lanese (Messina) |

|                     |           |                     |
| Comi 39’ Crippa 65’ | Marcatori | 84’ (rig.) G. Greco |

| Arbitro: | Cornieti (Forlì) |

|            |           |             |
| Destro 47’ | Marcatori | 66’ Massaro |

| Arbitro: | Casarin (Milano) |

|                            |           |  |
| Baldieri 48’ E. Cucchi 58’ | Marcatori |  |

| Ascoli Piceno 6 marzo 1988 21ª giornata | Ascoli            | 0 – 0 referto | Como | Stadio Cino e Lillo Del Duca\| Arbitro: \| Pairetto (Torino) \| |
| Arbitro:                                | Pairetto (Torino) |               |      |                                                                 |

| Arbitro: | D'Elia (Salerno) |

|                           |           |                           |
| Volpecina 33’ Pacione 61’ | Marcatori | 79’ (rig.) P. Giovannelli |

| Arbitro: | Lombardo (Marsala) |

|                          |           |              |
| Carillo 5’ Scarafoni 15’ | Marcatori | 44’ R. Ferri |

| Arbitro: | Cornieti (Forlì) |

|                   |           |            |
| Miceli 58’ (aut.) | Marcatori | 73’ Miceli |

| Arbitro: | Longhi (Roma) |

|                   |           |          |
| P. Giovannelli 8’ | Marcatori | 31’ Rush |

| Arbitro: | Magni (Bergamo) |

|               |           |            |
| Scarafoni 59’ | Marcatori | 87’ Branca |

| Arbitro: | Pairetto (Torino) |

|            |           |  |
| Baggio 19’ | Marcatori |  |

| Arbitro: | Paparesta (Bari) |

|                           |           |  |
| Carillo 3’ Carannante 49’ | Marcatori |  |

| Pescara 8 maggio 1988 29ª giornata | Pescara          | 0 – 0 referto | Ascoli | Stadio Adriatico\| Arbitro: \| Casarin (Milano) \| |
| Arbitro:                           | Casarin (Milano) |               |        |                                                    |

| Ascoli Piceno 15 maggio 1988 30ª giornata | Ascoli            | 0 – 0 referto | Cesena | Stadio Cino e Lillo Del Duca\| Arbitro: \| Pairetto (Torino) \| |
| Arbitro:                                  | Pairetto (Torino) |               |        |                                                                 |

### Coppa Italia

#### Primo turno
| Arbitro: | Novi (Pisa) |

|                                             |                      |                                                 |
| Maddaloni 14’                               | Marcatori            | 56’ Destro                                      |
| De Simone Al. Pellegrini Maddaloni Garzieri | Tiri di rigore 4 – 6 | Benetti Destro P. Giovannelli D. Agostini Greco |

| Arbitro: | Quartuccio (Torre Annunziata) |

|                              |           |            |
| Dell'Oglio 61’ Celestini 64’ | Marcatori | 80’ Perugi |

| Arbitro: | Sguizzato (Verona) |

|              |           |  |
| De Vitis 70’ | Marcatori |  |

| Arbitro: | Pezzella (Frattamaggiore) |

|                                 |           |  |
| W.J. Casagrande 55’ Carillo 85’ | Marcatori |  |

| Arbitro: | Longhi (Roma) |

|                                             |                      |                                                     |
| Fanna Mandorlini Altobelli Scifo Passarella | Tiri di rigore 5 – 4 | W.J. Casagrande Destro P. Giovannelli Carillo Greco |

#### Fase finale
| Arbitro: | Paparesta (Bari) |

|  |           |                   |
|  | Marcatori | 59’ Flavio Destro |

| Arbitro: | D'Elia (Salerno) |

|                                                     |                      |                                   |
|                                                     | Marcatori            | 9’ Virdis                         |
| P. Giovannelli W.J. Casagrande Greco Benetti Destro | Tiri di rigore 4 – 3 | Virdis Bortolazzi Donadoni Baresi |

| Arbitro: | Di Cola (Avezzano) |

|                                              |           |                        |
| Vierchowod 8’ Branca 19’ R. Mancini 29’, 34’ | Marcatori | 25’ Destro 45’ Carillo |

| Arbitro: | Pezzella (Frattamaggiore) |

|               |           |             |
| Scarafoni 60’ | Marcatori | 23’ Briegel |

## Statistiche

### Statistiche di squadra
| Competizione | Punti | In casa | In casa | In casa | In casa | In casa | In casa | In trasferta | In trasferta | In trasferta | In trasferta | In trasferta | In trasferta | Totale | Totale | Totale | Totale | Totale | Totale | DR |
| Competizione | Punti | G       | V       | N       | P       | Gf      | Gs      | G            | V            | N            | P            | Gf           | Gs           | G      | V      | N      | P      | Gf     | Gs     | DR |
| ------------ | ----- | ------- | ------- | ------- | ------- | ------- | ------- | ------------ | ------------ | ------------ | ------------ | ------------ | ------------ | ------ | ------ | ------ | ------ | ------ | ------ | -- |
| Serie A      | 24    | 15      | 6       | 8       | 1       | 22      | 12      | 15           | 0            | 4            | 11           | 8            | 25           | 30     | 6      | 12     | 12     | 30     | 37     | -7 |
| Coppa Italia |       | 4       | 2       | 1       | 1       | 5       | 3       | 5            | 1            | 2            | 2            | 4            | 6            | 9      | 3      | 3      | 3      | 9      | 9      | 0  |
| Totale       |       | 19      | 8       | 9       | 2       | 27      | 15      | 20           | 1            | 6            | 13           | 12           | 31           | 39     | 9      | 15     | 15     | 39     | 46     | -7 |

### Statistiche dei giocatori
| Giocatore        | Serie A  | Serie A | Serie A     | Serie A    | Coppa Italia | Coppa Italia | Coppa Italia | Coppa Italia | Totale   | Totale | Totale      | Totale     |
| Giocatore        | Presenze | Reti    | Ammonizioni | Espulsioni | Presenze     | Reti         | Ammonizioni  | Espulsioni   | Presenze | Reti   | Ammonizioni | Espulsioni |
| ---------------- | -------- | ------- | ----------- | ---------- | ------------ | ------------ | ------------ | ------------ | -------- | ------ | ----------- | ---------- |
| P. Agabitini     | 20       | 0       | ?           | ?          | 9            | 0            | ?            | ?            | 29       | 0      | ?           | ?          |
| D. Agostini      | 27       | 1       | ?           | ?          | 9            | 0            | ?            | ?            | 36       | 1      | ?           | ?          |
| A. Aloisi        | 2        | 0       | ?           | ?          | 1            | 0            | ?            | ?            | 3        | 0      | ?           | ?          |
| P. Benetti       | 27       | 1       | ?           | ?          | 8            | 0            | ?            | ?            | 35       | 1      | ?           | ?          |
| A. Carannante    | 29       | 2       | ?           | ?          | 8            | 0            | ?            | ?            | 37       | 2      | ?           | ?          |
| G. Carillo       | 26       | 3       | ?           | ?          | 9            | 2            | ?            | ?            | 35       | 5      | ?           | ?          |
| W. Casagrande    | 27       | 6       | ?           | ?          | 7            | 1            | ?            | ?            | 34       | 7      | ?           | ?          |
| C. Celestini     | 19       | 0       | ?           | ?          | 5            | 1            | ?            | ?            | 24       | 1      | ?           | ?          |
| D. Cicconi       | 1        | 0       | ?           | ?          | 1            | 0            | ?            | ?            | 2        | 0      | ?           | ?          |
| A. Dell'Oglio    | 29       | 1       | ?           | ?          | 9            | 1            | ?            | ?            | 38       | 2      | ?           | ?          |
| F. Destro        | 29       | 1       | ?           | ?          | 9            | 3            | ?            | ?            | 38       | 4      | ?           | ?          |
| G. Di Meo        | -        | -       | -           | -          | 1            | 0            | ?            | ?            | 1        | 0      | 0+          | 0+         |
| M. Fioravanti    | 2        | 0       | ?           | ?          | 2            | 0            | ?            | ?            | 4        | 0      | ?           | ?          |
| P. Giovannelli   | 26       | 6       | ?           | ?          | 9            | 0            | ?            | ?            | 35       | 6      | ?           | ?          |
| G. Greco         | 15       | 1       | ?           | ?          | 6            | 0            | ?            | ?            | 21       | 1      | ?           | ?          |
| O. Mancini       | 2        | 0       | ?           | ?          | 1            | 0            | ?            | ?            | 3        | 0      | ?           | ?          |
| H. Maradona (II) | 13       | 0       | ?           | ?          | 6            | 0            | ?            | ?            | 19       | 0      | ?           | ?          |
| C. Miceli        | 15       | 1       | ?           | ?          | 3            | 0            | ?            | ?            | 18       | 1      | ?           | ?          |
| A. Pazzagli      | 30       | -37     | ?           | ?          | 9            | -9           | ?            | ?            | 39       | -46    | ?           | ?          |
| V. Rodia         | 12       | 0       | ?           | ?          | 2            | 0            | ?            | ?            | 14       | 0      | ?           | ?          |
| L. Scarafoni     | 30       | 7       | ?           | ?          | 8            | 1            | ?            | ?            | 38       | 8      | ?           | ?          |